# Bobrîțka Bolearka, Iemilciîne
Bobrîțka Bolearka (în ucraineană Бобрицька Болярка) este un sat în comuna Hannopil din raionul Iemilciîne, regiunea Jîtomîr, Ucraina.

## Demografie
Componența lingvistică a localității Bobrîțka Bolearka
     Ucraineană (100%)
Conform recensământului din 2001, toată populația localității Bobrîțka Bolearka era vorbitoare de ucraineană (100%).